# The Peter Pan Formula
Pour plus de détails, voir Fiche technique et Distribution.
The Peter Pan Formula (hangeul : 피터팬의 공식 ; RR : Piteopaeneui gongsik, littéralement « La formule de Peter Pan ») est un film sud-coréen écrit et réalisé par Jo Chang-ho, sortie en 2005.

## Synopsis
Quelque part dans une petite ville en bord de mer, où vit seul Han-soo avec sa mère. Ce jeune homme, pourtant un des bons nageurs dans son lycée, refuse la bourse d’entrée à l’université sans quoi il ne gagnerait aux prochains concours nationaux. Il apprend que sa mère a fait une tentative de suicide et, complètement perplexe reste à côté d’elle, tombée dans un état comateux. Se sentant perdu, il essaie d’affronter ses problèmes et trouver une solution à son dilemme…

## Fiche technique
- Titre : The Peter Pan Formula
- Titre original : 피터팬의 공식 (Piteopaeneui gongsik)
- Réalisation et scénario : Jo Chang-ho
- Montage : Kim Hyeong-joo[1]
- Production : Lee Seung-jae[1]
- Société de production : LJ Film[1]
- Société de distribution : CJ Entertainment[1]
- Pays d’origine :  Corée du Sud
- Langue originale : coréen
- Format : couleur
- Genre : drame
- Durée : 110 minutes[1]
- Date de sortie :
  - Corée du Sud : 10 octobre 2005 (Festival international du film de Busan) ; 13 avril 2006 (sortie nationale)
  - France : 11 mars 2006 (Festival du film asiatique de Deauville)

## Distribution
- On Joo-wan : Han-soo
- Kim Ho-jung : In-hee
- Ok Go-woon : Min-ji
- Park Min-ji : Mi-jin
- Son Hee-soon
- Jo Sung-ha
- Park Yong-jin

## Production
Le réalisateur Jo Chang-ho tourne, au début 2005, son premier long métrage, un récit initiatique, dans la côte est, la côte Ouest et le sud de la Corée du Sud.

## Accueil
Festivals et sorties
The Peter Pan Formula est sélectionné et présenté le 10 octobre 2005 au Festival international du film de Busan en Corée du Sud, avant sa sortie nationale mentionnée le 13 avril 2006.
Il est également sélectionné en « compétition » et présenté le 11 mars 2006 au Festival du film asiatique de Deauville en France, où il récolte le lotus du jury.

## Distinctions

### Récompenses
- Festival international du film de Dubaï 2006 : Meilleur acteur pour On Joo-wan
- Festival international du film de Durban 2006 : Meilleur jeune réalisateur[5]
- Festival du film asiatique de Deauville 2006 : Lotus du jury du meilleur film[4]
- Golden Cinematography Awards 2007 : Meilleur nouvel acteur pour On Joo-wan

### Nominations
- Blue Dragon Film Awards 2006 : Meilleur nouvel acteur pour On Joo-wan
- Korean Film Awards 2006 : Meilleur nouvel acteur pour On Joo-wan
- Baeksang Arts Awards 2007 : Meilleur nouvel acteur pour On Joo-wan